# 控制理論 (社會學)

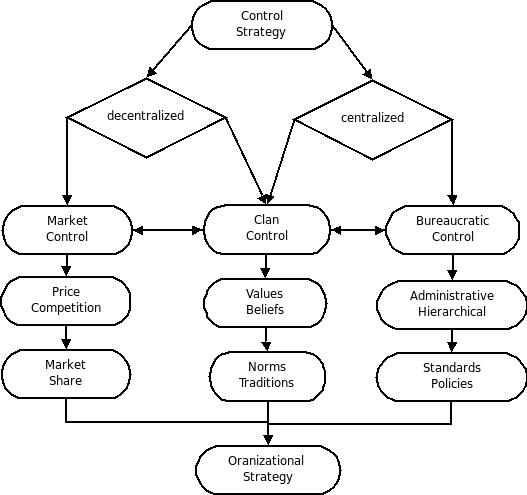
社會學中的控制理論

社会学中的控制理論（Control theory）是指人的二個控制系統（內部控制及外在控制）和人自身偏離的傾向互動對抗的概念。控制理論也可以分為集權式（centralized）或分權式（decentralized），也有可能兩者都有或是都沒有。分權式控制也就是市场控制。集權式控制也就是官僚控制。像是部落控制（clan contro）之類的控制則是混合了集權式控制及分權式控制。
分權式控制或是市场控制一般是透過一些因素來維持的，像是价格、竞争及市場佔有率等。集權式控制或是官僚控制多半是透過企业行政或是分層技術來達到，像是訂定標準以及政策等。像部落控制就是混合式的控制，同時具有分權式控制及集權式控制的特點，一般是透過維護價值觀、信念、規範或是傳統來維持。
瓦特·雷克利斯在1973年提出的抑制理論（Containment theory）其中提到大部份的情形下，人的行為不是由外在刺激所引發，而是因他心中最想得到或達成的想法所產生。依照控制理論，抑制理論较弱的社会系统會造成較多的越轨行為。
控制理論著重在个体和社会的弱連結如何讓人們偏離或是違背常規、或是因為其利益或是喜好而從事犯罪行為。在強連結的情形下，個體偏離常規要付較大的代價。偏離行為對個人有吸引力，但是社会連結讓人不會從事那些行為。偏離行為是個體長期暴露在特定社會情形下的結果，讓個人發展出不像和其他人可以遵守社會規範的情形。在控制理論中，會用社會連結來避免個人受那些有吸引力的偏離所影響。
依照赫胥的論點，人是自私的，作決策時會以個人可以獲得最大利益為基礎。像工作就是一個例子，大部份的人都希望可以不工作，但為了要獲得食物、水、住屋及衣服，人仍然是工作。
赫胥（1969）指出了社會連結（social bond）的四個成份：依附、承諾、參與及信念。

## 文獻
- Giddens, Anthony, Mitchell Duneier, Richard Appelbaum, and Deborah Carr. Introduction To Sociology. Seventh . New York City: W.W. Norton & Company, 2009. 182. Print.
- Hamlin, John. "A Non-Causal Explanation: Containment Theory Walter C. Reckless." 2001. University of Minnesota, Web. 5 Mar 2010. <https://web.archive.org/web/20110604223724/http://www.d.umn.edu/cla/faculty/jhamlin/2311/Reckless.html>.
- O'Grady, William. Crime in a Canadian Context. 2011. Toronto: Oxford University press. Print.
- Henslin, James M. Sociology: A Down-To-Earth Approach. Nine ed. Boston: Allyn and Bacon, 2008. Print.

## 外部連結
- Control Theory